# Alexandre Rouleau
Alexandre Gaudreau Rouleau (* 29. Juli 1983 in Mont-Laurier, Québec) ist ein ehemaliger kanadisch-französischer Eishockeyverteidiger und heutiger -funktionär, der zwischen 2003 und 2012 unter anderem für die Wheeling Nailers und Phoenix Roadrunners in der ECHL sowie die Diables Rouges de Briançon und die Brûleurs de Loups de Grenoble in der Ligue Magnus spielte.

## Karriere
Alexandre Rouleau begann seine Karriere als Eishockeyspieler bei den Val-d’Or Foreurs aus der Québec Major Junior Hockey League, für die er von 1999 bis 2003 spielte. In dieser Zeit wurde er im NHL Entry Draft 2001 in der dritten Runde als insgesamt 96. Spieler von den Pittsburgh Penguins ausgewählt. Die Saison 2002/03 beendete der Kanadier beim Ligarivalen der Foreurs, den Québec Remparts. Anschließend stand Rouleau von 2003 bis 2006 in der Organisation der Pittsburgh Penguins unter Vertrag, wobei er ausschließlich in deren Farmteam aus der American Hockey League, die Wilkes-Barre/Scranton Penguins und deren Kooperationsteam, die Wheeling Nailers aus der ECHL eingesetzt wurde.
Im Sommer 2006 unterschrieb Rouleau einen Vertrag beim AHL-Team San Antonio Rampage, allerdings stand er hauptsächlich für deren ECHL-Farmteam, die Phoenix Roadrunners auf dem Eis. In der folgenden Spielzeit spielte der Kanadier erstmals in Europa, wo er einen Vertrag bei den Diables Rouges de Briançon aus der französischen Ligue Magnus erhielt. Nach einer Spielzeit verließ er diese wieder und wechselte zu deren Ligarivalen, den Brûleurs de Loups de Grenoble. Mit der Mannschaft wurde er 2009 französischer Meister und Pokalsieger, zudem konnten sie sich zudem die Coupe de la Ligue und die Trophée des Champions sichern. Im Sommer 2012 schloss er sich dem VIK Västerås HK aus der HockeyAllsvenskan, der zweiten schwedischen Spielklasse, an.
Kurz darauf beendete er jedoch seine aktive Karriere, um den Posten als General Manager der Foreurs de Val-d’Or zu übernehmen.

### International
Mit der kanadischen Nationalmannschaft nahm Rouleau an der Junioren-Weltmeisterschaft 2003 teil und erreichte mit seiner Mannschaft das Finale, in dem es Russland mit 2:3 unterlag. Nachdem er im Jahr 2012 die französische Staatsbürgerschaft erhalten hatte, nahm er mit Frankreich an der Weltmeisterschaft 2012 teil.

## Erfolge und Auszeichnungen
- 2001 Coupe-du-Président-Gewinn mit den Val-d’Or Foreurs
- 2003 QMJHL Second All-Star Team
- 2009 Französischer Meister mit Grenoble Métropole Hockey 38
- 2009 Coupe-de-France-Gewinn mit Grenoble Métropole Hockey 38
- 2009 Coupe-de-la-Ligue-Gewinn mit Grenoble Métropole Hockey 38
- 2009 Trophée-des-Champions-Gewinn mit Grenoble Métropole Hockey 38
- 2009 Ligue Magnus All-Star Team
- 2010 Ligue Magnus All-Star Team
- 2011 Coupe-de-la-Ligue-Gewinn mit Grenoble Métropole Hockey 38

### International
- 2003 Silbermedaille bei der U20-Junioren-Weltmeisterschaft